# Krzysztof Sobczak (inżynier)
Krzysztof Sobczak – polski inżynier, doktor habilitowany nauk technicznych, adiunkt  Instytutu Maszyn Przepływowych Wydziału Mechanicznego Politechniki Łódzkiej.

## Życiorys
W 1998 ukończył studia mechaniki i budowy maszyn w Politechnice Łódzkiej, 19 maja 2006 obronił pracę doktorską Numeryczny model turbulentnego przepływu pulsacyjnego gazu w rurkach z wykorzystaniem metody LES, 22 marca 2019  habilitował się na podstawie pracy zatytułowanej Opracowanie unikatowych, wysokosprawnych dyfuzorów łączących wyloty turbin gazowych silników przepływowych służących do napędu śmigłowców z wymiennikami ciepła.
Został zatrudniony na stanowisku adiunkta w Instytucie Maszyn Przepływowych na Wydziale Mechanicznym Politechniki Łódzkiej.